# 彭而珩
彭而珩（1554年—？），字命卿、一字韫白，號念川，江西臨江府清江縣人，軍籍，明朝政治人物。

## 生平
幼孤，事母朱宜人至孝。萬曆四年（1576年）丙子科江西鄉試第十九名，萬曆八年（1580年）庚辰科會試第一百四十四名，登三甲第一百七十三名進士。礼部觀政，本年授汀州府推官，曾代理府事。十四年行取，选授南京福建道御史，十五年巡视下江，十六年江楚二省大灾，疏請捐賑，奏請江楚二省改折，俱報可。十八年巡视印马、屯田，二十一年二月升广东副使，分管海南岛，因过海不便携带母亲，乞休，四月调福建，赴任二月又乞终养致仕。杜门十余年，卒于家。著有《闽汀集》、《白下吟》、《南臺奏疏》、遺稿等。

## 家族
曾祖彭桂；祖父彭澡，曾任歲貢生 贈文林郎严州府推官；父彭惟亨（彭惟享），字子成，嘉靖二十五年丙午舉人，曾任南京兵部郎中。母朱氏（封孺人）。
子彭元祚，崇祯甲戌進士。